# Manuel José da Costa Felgueiras Gayo
Manuel José da Costa Felgueiras Gayo (Barcelos, 17 de junio de 1750 al 21 de noviembre de 1831) fue uno de los más importantes genealogistas portugueses. 
Fue miembro de la nobleza y de los propietarios de tierras. Fue juez de Barcelos Su obra más importante como genealogista es Nobiliário de Famílias de Portugal, compuesta por 33 volúmenes, fue legada a la Santa Casa de Misericórdia de Barcelos.